# Opere di Mario Borrelli
Mario Borrelli riscosse, per decenni, l'attenzione di stampa e televisioni, all'estero più che in Italia. La popolarità delle sue imprese sociali è attestata da centinaia di articoli attualmente in via di catalogazione.
A Mario Borrelli si addice la definizione di intellettuale organico nell'accezione gramsciana del termine: i suoi studi storici e sociali segnano le tappe decisive della sua vita ma soprattutto del suo operare in società.
Editore e direttore de Lo Scugnizzo, organo d'informazione de La Casa dello Scugnizzo, nutrì molteplici interessi oltre agli studi sociali, fu autore di autobiografie, poesie, sceneggiature e progetti didattici, fino agli anni '80, quando prese ad occuparsi principalmente di Educazione alla pace.
La sua opera è, in parte, ancora inedita.
I documenti e gli scritti riportati di seguito sono rintracciabili solo in parte presso biblioteche italiane ed estere, mentre l'intera raccolta è conservata presso “l'Archivio Privato Mario Borrelli" della famiglia Borrelli-West, che si spende con dedizione per la sistematizzazione delle principali biografie e soprattutto dell'intensa produzione storica e critica di Mario Borrelli che qui trova spazio.-
È bene sottolineare che l'elenco di documenti e scritti indicati di seguito, per quanto rappresentativa degli scritti prodotti da Mario Borrelli, non ha la pretesa di essere completa.

## Autobiografie
Mario Borrelli era divenuto popolare nei paesi anglosassoni già dagli anni '50, grazie al romanzo-inchiesta Children of the Sun di Morris West, in cui le sue gesta di prete-scugnizzo erano state celebrate come esempio di eroismo e cristianità.
Quando, nel 1963, scrisse con A. Thorne la sua prima autobiografia, A Street Lamp and the Stars, aveva lo scopo di condividere con i suoi trustees nel mondo, tanto la storia della nascita della Casa dello Scugnizzo quanto lo spirito con cui ancora accoglieva ed allevava tanti bambini in difficoltà.
Nel 1967, Un Prete nelle Baracche, fu tratto dal diario che aveva tenuto dal 1962-63, i primi anni della sua vita tra i baraccati napoletani, da cui prevalentemente provenivano gli scugnizzi.

### Libri
- con Anthony Thorne, A street lamp and the stars, Londra, Peter Davies,  1963 (trad.it Mario Borrelli e Anthony Thorne, Napoli d'oro e di stracci, Roma, Borla Editore, 1965.)
- Un prete nelle baracche, Vicenza, La Locusta, 1967.
- Marciapiedi, Molfetta, Edizioni La Meridiana, 1995.
- Il seguito della storia in Morris West, Children of the sun, Fontana Books Ltd., 1983.

## Studi storico-archivistici
Archivista paleografo di formazione e ricercatore dell'Archivio della Biblioteca dei Padri Girolamini di Napoli, condusse numerosi studi bibliografici.
Dal 1961, realizzò saggi e articoli su aspetti di rilievo sociale e umanitario come il Conservatorio dei Poveri di Gesù Cristo.
Con i volumi dedicati al Cardinale Cesare Baronio e all'Oratorio napoletano, offrì un contributo rilevante agli studi sul ‘600 napoletano.

### Libri
- L'Archivio del Conservatorio dei Poveri di Gesù Cristo, in A. Caserta, Archivi Ecclesiastici di Napoli, Napoli, Tip. D'Agostino, pp. 65–69, 1961.
- La concezione Copernico-Galileiana e la Filosofia di Tommaso D'Aquino, Napoli, 1961.
- Le Relazioni tra il Conservatorio dei Poveri di Gesù Cristo e l'Oratorio di Napoli, Napoli, Tip. D'Agostino, 1961.
- Compositori nelle opere dello Zarlino, Napoli, 1962.
- Il largo dei Girolamini, Napoli, Tip. D'Agostino, 1962.
- Le malattie ed i medicinali dei figlioli del Conservatorio dei Poveri di Gesù Cristo, Napoli, Tip. D'Agostino, 1962.
- Un'interessante raccolta di libretti a stampa di oratori della fine del Seicento presso la Biblioteca dell'Oratorio di Londra, Napoli, Tip. D'Agostino, 1962.
- Memorie Baroniane dell'Oratorio di Napoli, in Cesare Baronio, Sora, isola del Liri, Tip. Pisani, pp. 97–222, 1963.
- Due rari e sconosciuti opuscoli a stampa del Tarugi presso l'Oratoriana di Napoli, Napoli, 1964.
- I documenti dell'Oratorio Napoletano, Napoli, Tip. D'Agostino, vol I, 1964.
- Opere e Documenti sul Baronio presso la British Museum Library, Napoli, Tip. D'Agostino, 1964.
- Documenti sul Baronio presso la Bodleian Library, Napoli, Tip. D'Agostino, 1965.
- L'epistolario di Giusto Calvino nei suoi rapporti col Baronio, Napoli, 1965.
- Le testimonianze Baroniane dell'Oratorio di Napoli, Tip. Lithorapid, 1965.
- Contributi sulla storia del Collegio Polacco, 4ª ed., 1966.
- L'architetto Nencioni Dionisio di Bartolomeo, Napoli, Tip. Agar, 1967.
- Contributo alla storia degli artefici maggiori e minori della mole Girolimiana, Napoli, Tip. Laurenziana, vol V, 1968.
- Le costituzioni dell'Oratorio Napoletano, Napoli, Ed. Congregazione dell'Oratorio, Tip. Agar, 1968.
- I fratelli Vosmeer e il Cardinale Baronio, in Soliditas: Scritti in onore di Antonio Guarino, Napoli, Ed. Jovene, pp. 3835–3908, 1984.
- Il Cardinale Baronio e l'Officina Plantiniana, in Historians of Early Modern Europe, 18, p. 34, 1984.

### Articoli in riviste e periodici
- Il P. Matteo Borrelli primo napoletano dell'Oratorio di Napoli, in "Lo Scugnizzo", Napoli, 11, 1961, 11, 1, 4, 6
- La processione del Battaglino ed il Conservatorio dei Poveri di Gesù Cristo, in "Lo Scugnizzo", Napoli, 11, 1961, 11, 3-4, 9
- Pergolesi fu alunno del Conservatorio dei Poveri di Gesù Cristo, in "Lo Scugnizzo", Napoli, 11, 1961, 11, 3, 8
- Gli Atti della Santa Visita e il Conservatorio dei Poveri di Gesù Cristo, in "Lo Scugnizzo", Napoli, 11, 1961, 11, 1-3
- Le case romane dell'Oratorio di Napoli, in "Lo Scugnizzo", Napoli, 11, 1961, 3, 9
- Documenti della premeva Congregazione, in "Lo Scugnizzo", Napoli, 11, 1961, 10, 1-4
- Bartolo Longo, figlio dell'Oratorio di Napoli, in "Lo Scugnizzo", Napoli, 11, 1961, 12, 1
- I Lazzari di nome e di fatto dei romori del 48, in "Lo Scugnizzo", Napoli, 12, 1961, 5, 3-8
- Convittori e gli alunni del Conservatorio dei Poveri di Gesù Cristo, in "Lo Scugnizzo", Napoli, 11, 1962, 12, 2-4
- Gli alunni e i Convittori del Conservatorio dei Poveri di Gesù Cristo, in "Lo Scugnizzo", Napoli, 12, 1962, 1, 3-4
- Autografi insigni presso l'Oratorio di Napoli, in "Lo Scugnizzo", Napoli, 12, 1962, 1, 3, 4-5
- L'appetito del primo Seicento napoletano, in "Lo Scugnizzo", Napoli, 12, 1962, 3, 4-5
- I Vermicellari, in "Lo Scugnizzo", Napoli, 12, 1962, 3, 6-7
- Documenti napoletani sulla fondazione del Seminario Polacco in Roma, in “Asprenas”, 9, 1962, 4, 465-478
- Pergolesi fu alunno del Conservatorio dei Poveri di Gesù Cristo, in "Lo Scugnizzo", Napoli, 13, 1963, 5, 13
- Napoli, lo scugnizzo e le Quattro Giornate di Napoli, in "Lo Scugnizzo", Napoli, 13, 4, 1963, 1
- Documenti sul Baronio presso la Biblioteca Nazionale di Napoli, in “Asprenas”, 10, 1963, 4, 465–474
- Lo strummolo soggetto d'emblematica, in "Lo Scugnizzo", Napoli, 13, 1963, 2, 3
- I Padri e i Fratelli Oratoriani a Napoli dal 1586 al 1601, in “L'Oratorio di San Filippo Neri”, Napoli, 12, 1965, 9, 14-16
- Aldo Caserta, Mario Borrelli – Le Testimonianze Baroniane dell'Oratorio di Napoli, in “Asprenas”, 12, 1965
- Altri documenti napoletani sul Collegio Polacco in Roma, in “Asprenas”, 13, 1966, 1, 3-15
- Progetto per un piano regolatore di Napoli nel 1861, in "Lo Scugnizzo", Napoli, 16, 1966, 2, 1, 3-4
- Ricerche sul Baronio, in “Studi Secenteschi”, Firenze, VII, 1966, 69-95
- Ricerche sul Baronio II, in “Studi Secenteschi”, Firenze, VIII, 1967, 97-220
- Contributo alla storia degli artefici maggiori e minori della mole Girolimiana, in “Lo Scugnizzo”, Napoli, vol I, 1966, 7-32
- Contributo alla storia degli artefici maggiori e minori della mole Girolimiana, in “Lo Scugnizzo”, Napoli, vol II-III, 1966-1967, 7-66
- Contributo alla storia degli artefici maggiori e minori della mole Girolimiana, in “Lo Scugnizzo”, Napoli, vol IV, 1967, 7-43
- Gli Oratoriani e Giovan Battista Vico in “Valori Umani”, 1968, 8-9
- Una copia Napoletana sconosciuta del Terzo Processo di Beatificazione di S. Filippo Neri in “Campania Sacra”, Napoli, M. D'Auria Editore Pontificio, 2, 1971, 137-164

## Studi di amministrazione sociale
Gli studi di amministrazione sociale sono frutto degli anni che M. Borrelli spese alla London School of Economics per conseguire un Master di Amministrazione sociale.
Dall'analisi socio-politica del sottoproletariato napoletano (1973) ai concetti di base per un'azione comunitaria nel sottoproletariato urbano (1974) ritroviamo i principi su cui M. Borrelli avviò tutte le attività del Centro Comunitario Materdei.
Inoltre, dal 1969 al 1978, un ideale di democrazia partecipativa fu linea guida per tutte le sue azioni d'intervento sociale tra le fasce deboli della popolazione napoletana: al CCM (Centro Comunitario Materdei) si lavorava per la coscientizzazione del sottoproletariato ispirandosi al metodo di Paulo Freire.
Di grande interesse i saggi dedicati alla relazione tra scuola e sviluppo capitalistico in Italia (1972) e scuola italiana dell'obbligo e ritardo mentale (1978).

### Letteratura grigia
- The role of voluntary groups in Britain, Londra, 1969. (dattiloscritto)
- Unearthing the Roots of the Sub-Culture of the South Italian Sub-Proletariat, Londra, 1969. (dattiloscritto)
- The Society of Southern Italy, in which Naples is situated and the factors giving rise to pressure groups and community development, Londra, 1970.  (dattiloscritto)
- Social action groups and community development, Londra, 1970.  (dattiloscritto)
- Scuola e sviluppo capitalistico in Italia, in "Social Deprivation and Change in education", Atti del convegno internazionale di York aprile 1972, Nuffield Teacher Enquiry, York University, 1972.
- Socio-Political Analysis of the Sub-Proletarian Reality of Naples of Intervention for the Workers of the Centre, Londra, 1973. (dattiloscritto)
- Concetti di base per un'azione comunitaria nel sottoproletariato urbano, in "Les plus defavorisés, aù nous ménent-ils?", Atti del convegno internazionale dell'Aja 25-27 ottobre 1974, Federation Europeenne d'aide a toute detresse, 1974.
- Practical Directions for Intervention in a Community Action in Favour of the Urban Sub-Proletariat, 1974.
- Hypothesis of the Existence of a “Peripheral” Europe with consequent different types of Social Policy Intervention, 1975.
- Exclusion from the Productive Process, Social Deviance, and Mental Illness, Londra, 1975. (dattiloscritto)
- Alimentation and Direction of Social Intervention among the Neapolitan Sub-Proletariat, Londra, 1975. (dattiloscritto)
- Communication and Consciousness Raising (a Strategy for the Socio-Economically Marginal and Excluded), in "Europe and Africa: exploitation or development", Atti del Seminario di Vasterhanings, Svezia 1-14 agosto 1975, a cura di IPRA Summer Seminar, 1975.
- Psychological Problems of Children living under non-optimal Social Conditions, 1975.
- Analisi socio-politica della realtà napoletana e programma d'intervento per gli operatori sociali del Centro per l'anno 1975-1976 , Napoli, 1976. (cip.)
- Nuove tendenze nella divisione internazionale del lavoro e loro effetti sulle condizioni dei lavoratori nei paesi industrializzati e paesi in via di sviluppo, 1977.
- Il Turismo come espressione di subordinazione economica. Rapporto tra emigrazione e turismo di massa (Analisi dell'esperienza italiana), 1977.
- Bisogni umani, diritti umani ed educazione alla pace (Un'analisi attraverso la pratica esperienza del Centro Comunitario Materdei di Napoli), in AA.VV., CCM, Napoli, 1978. (cip)
- Scuola italiana dell'obbligo e ritardo mentale (Un'analisi sugli alunni della età scolare obbligatoria), in "The Child under Stress", Atti del convegno internazionale di Montecarlo ottobre 1978, a cura di British Association of Social Psychiatry, 1978.
- Exploration of the Preliminary Conditions for a Defensive and Economic Strategy for Central Europe Leading to its Balanced Insertion into Mediterranean and African Areas (An Analysis from the Italian Context), 1981.

## Educazione alla pace
Nel 1977, Mario Borrelli fu tra i fondatori dell'IPRI (Italian Peace Research Institute) e di lì a poco entrò a far parte della PEC, Peace Education Commission dell'IPRA (International Peace Research Association).
I suoi saggi dedicati all'Educazione alla pace erano finalizzati alla ricerca di un paradigma che facesse dell'Educazione alla pace una scienza autonoma al pari della Ricerca per la pace.
Il suo saggio più significativo resta Integrazione tra ricerca per la pace, educazione alla pace e azione per la pace, presentato nel 1977 alla VII Conferenza Generale dell'IPRA, Oaxtapec, Mexico, che è stato oggetto di studio e riferimento critico per molti studiosi di educazione alla pace.

### Libri
- Mario Borrelli et al., Se vuoi la pace educa alla pace, Torino, EGA, 1984, ISBN 88-7670-008-0.
- Paradigmi per un'azione sociale non violenta, in G. Tafuri, Maestri italiani contemporanei dell'educazione alla pace, Bari, Edisud, 1987.
- con Magnus Haavelsrud, Peace Education within the Arcipelago of Peace Research, Arena Publisher, 1993, ISBN 82-91040-03-6.

### Letteratura grigia
- Nuove tendenze nella divisione internazionale del lavoro e loro effetti sulle condizioni dei lavoratori nei paesi industrializzati e paesi in via di sviluppo, 1977.
- Il Turismo come espressione di subordinazione economica. Rapporto tra emigrazione e turismo di massa (Analisi dell'esperienza italiana), 1977.
- Integration Between Peace Research, Peace Education and Peace Action, Atti della Conferenza Generale dell'IPRA, Oaxtapec, Mexico, 11–16 dicembre, 1977.
- Educazione alla pace e sviluppo di comunità, 1977.
- Bisogni umani, diritti umani ed educazione alla pace (Un'analisi attraverso la pratica esperienza del Centro Comunitario Materdei di Napoli), in AA.VV., CCM, Napoli, 1978. (cip)
- Project for a training course in Peace education and community development for socio-cultural animators, in AA.VV., CCM, Napoli, 1978.
- Analysis and critique of M. Rocca, in The impact of European Integration of its members: The Italian Experience, 1979.
- Educazione alla pace e sviluppo di comunità, 1979. (cip.)
- Exploration of the Preliminary Conditions for a Defensive and Economic Strategy for Central Europe Leading to its Balanced Insertion into Mediterranean and African Areas (An Analysis from the Italian Context),  1981.
- Human rights and a methodology for peace, 1983.
- The Development of the concept of peace education in the IPRA Archipelago, 1983.
- Diversificazione degli approcci intellettuali alla realtà e relativa variazione dei concetti di Violenza, Pace, Educazione alla Pace, 1984.
- Deterrenza, Educazione al Disarmo ed Educazione alla Pace, 1984.
- Preminenza dell'educazione alla pace sull'educazione al disarmo, I Rassegna Nazionale delle Esperienze di Educazione alla Pace ed al Disarmo, Torino, 26-28 aprile, 1985.
- Le ragioni e il futuro a cura di Mario Borrelli e Giovanni Salio, in I movimenti per la pace, vol. I, Torino, EGA, 1986.
- The Context of Peace Education on the Peripheries of Europe in M. Haavelsrud Disarming: discourse on violence and peace, 1993.